# Zonoplusia cornucopiae
Zonoplusia cornucopiae là một loài bướm đêm trong họ Noctuidae.